# 羽田内閣
羽田内閣（はたないかく）は、副総理兼外務大臣、衆議院議員及び新生党党首の羽田孜が第80代内閣総理大臣に任命され、1994年（平成6年）4月28日から1994年（平成6年）6月30日まで続いた日本の内閣。
細川内閣総辞職を受けて、同じ非自民・非共産の枠組みで政権を継承したが、日本社会党の連立離脱により少数与党での発足となり、在任64日で退陣に追い込まれた。在任期間は日本国憲法下では3番目、明治憲法下を含めても日本の憲政史上5番目に短い内閣に終わった。

## 内閣の顔ぶれ・人事

### 国務大臣

#### 一人内閣
1994年（平成6年）4月28日任命。在職日数1日。 
| 職名 | 代  | 氏名   | 氏名 | 出身等        | 特命事項等                                                     | 備考              |
| --- | --- | ------ | ---- | ------------- | -------------------------------------------------------------- | ----------------- |
| 内閣総理大臣 | 80  | 羽田孜 |      | 衆議院 新生党 |                                                                | 新生党党首 横滑り |
| 法務大臣 | -   | 羽田孜 |      | 衆議院 新生党 | 臨時代理 （内閣総理大臣兼任）                                  | 新生党党首        |
| 外務大臣 | 116 | 羽田孜 |      | 衆議院 新生党 | 臨時代理 （内閣総理大臣兼任）                                  | 新生党党首        |
| 大蔵大臣 | -   | 羽田孜 |      | 衆議院 新生党 | 臨時代理 （内閣総理大臣兼任）                                  | 新生党党首        |
| 文部大臣 | -   | 羽田孜 |      | 衆議院 新生党 | 臨時代理 （内閣総理大臣兼任） 国立国会図書館連絡調整委員会委員 | 新生党党首        |
| 厚生大臣 | -   | 羽田孜 |      | 衆議院 新生党 | 臨時代理 （内閣総理大臣兼任）                                  | 新生党党首        |
| 農林水産大臣 | -   | 羽田孜 |      | 衆議院 新生党 | 臨時代理 （内閣総理大臣兼任）                                  | 新生党党首        |
| 通商産業大臣 | -   | 羽田孜 |      | 衆議院 新生党 | 臨時代理 （内閣総理大臣兼任）                                  | 新生党党首        |
| 運輸大臣 | -   | 羽田孜 |      | 衆議院 新生党 | 臨時代理 （内閣総理大臣兼任） 新東京国際空港担当               | 新生党党首        |
| 郵政大臣 | -   | 羽田孜 |      | 衆議院 新生党 | 臨時代理 （内閣総理大臣兼任）                                  | 新生党党首        |
| 労働大臣 | -   | 羽田孜 |      | 衆議院 新生党 | 臨時代理 （内閣総理大臣兼任）                                  | 新生党党首        |
| 建設大臣 | -   | 羽田孜 |      | 衆議院 新生党 | 臨時代理 （内閣総理大臣兼任）                                  | 新生党党首        |
| 自治大臣 | -   | 羽田孜 |      | 衆議院 新生党 | 臨時代理 （内閣総理大臣兼任） 政治改革担当                     | 新生党党首        |
| 内閣官房長官 | -   | 羽田孜 |      | 衆議院 新生党 | 事務取扱 （内閣総理大臣兼任） 女性問題担当                     | 新生党党首        |
| 国家公安委員会委員長 | -   | 羽田孜 |      | 衆議院 新生党 | 事務取扱 （内閣総理大臣兼任）                                  | 新生党党首        |
| 総務庁長官 | -   | 羽田孜 |      | 衆議院 新生党 | 事務取扱 （内閣総理大臣兼任）                                  | 新生党党首        |
| 北海道開発庁長官 | -   | 羽田孜 |      | 衆議院 新生党 | 事務取扱 （内閣総理大臣兼任）                                  | 新生党党首        |
| 防衛庁長官 | -   | 羽田孜 |      | 衆議院 新生党 | 事務取扱 （内閣総理大臣兼任）                                  | 新生党党首        |
| 経済企画庁長官 | -   | 羽田孜 |      | 衆議院 新生党 | 事務取扱 （内閣総理大臣兼任） 総合交通対策担当                 | 新生党党首        |
| 科学技術庁長官 | -   | 羽田孜 |      | 衆議院 新生党 | 事務取扱 （内閣総理大臣兼任） 原子力委員会委員長               | 新生党党首        |
| 環境庁長官 | -   | 羽田孜 |      | 衆議院 新生党 | 事務取扱 （内閣総理大臣兼任） 地球環境問題担当                 | 新生党党首        |
| 沖縄開発庁長官 | -   | 羽田孜 |      | 衆議院 新生党 | 事務取扱 （内閣総理大臣兼任）                                  | 新生党党首        |
| 国土庁長官 | -   | 羽田孜 |      | 衆議院 新生党 | 事務取扱 （内閣総理大臣兼任） 研究・学園都市担当               | 新生党党首        |
| 1. 辞令のある留任は個別の代として記載し、辞令のない留任は記載しない。 2. 臨時代理は、大臣空位の場合のみ記載し、海外出張時等の一時不在代理は記載しない。 3. 代数は、臨時兼任・臨時代理を数えず、兼任・兼務は数える。 |     |        |      |               |                                                                |                   |

#### 国務大臣任命時
1994年（平成6年）4月28日任命。在職日数64日。 
| 職名                           | 代   | 氏名       | 氏名 | 出身等          | 特命事項等                        | 備考                  |
| ------------------------------ | ---- | ---------- | ---- | --------------- | --------------------------------- | --------------------- |
| 内閣総理大臣                   | 80   | 羽田孜     |      | 衆議院 新生党   |                                   | 新生党党首 横滑り     |
| 法務大臣                       | 57   | 永野茂門   |      | 参議院 新生党   |                                   | 初入閣 1994年5月8日免 |
| 法務大臣                       | 58   | 中井洽     |      | 衆議院 民社党   |                                   | 1994年5月8日任 初入閣 |
| 外務大臣                       | 117  | 柿澤弘治   |      | 衆議院 自由党   |                                   | 自由党党首 初入閣     |
| 大蔵大臣                       | 99   | 藤井裕久   |      | 衆議院 新生党   |                                   | 再任                  |
| 文部大臣                       | 119  | 赤松良子   |      | 民間            | 国立国会図書館連絡調整委員会委員  | 再任                  |
| 厚生大臣                       | 76   | 大内啓伍   |      | 衆議院 民社党   |                                   | 民社党委員長 再任     |
| 農林水産大臣                   | 20   | 加藤六月   |      | 衆議院 新生党   |                                   | 再入閣                |
| 通商産業大臣                   | 56   | 畑英次郎   |      | 衆議院 新生党   |                                   | 横滑り                |
| 運輸大臣                       | 67   | 二見伸明   |      | 衆議院 公明党   | 新東京国際空港担当                | 初入閣                |
| 郵政大臣                       | 58   | 日笠勝之   |      | 衆議院 公明党   |                                   | 初入閣                |
| 労働大臣                       | 59   | 鳩山邦夫   |      | 衆議院 改革の会 |                                   | 再入閣                |
| 建設大臣                       | 60   | 森本晃司   |      | 衆議院 公明党   |                                   | 初入閣                |
| 自治大臣国家公安委員会委員長   | 4655 | 石井一     |      | 衆議院 新生党   | 政治改革担当                      | 再入閣                |
| 内閣官房長官                   | 57   | 熊谷弘     |      | 衆議院 新生党   | 女性問題担当 内閣総理大臣臨時代理 | 横滑り                |
| 総務庁長官                     | 14   | 石田幸四郎 |      | 衆議院 公明党   |                                   | 公明党委員長 再任     |
| 北海道開発庁長官沖縄開発庁長官 | 2960 | 佐藤守良   |      | 衆議院 新生党   |                                   | 再入閣                |
| 防衛庁長官                     | 55   | 神田厚     |      | 衆議院 民社党   |                                   | 初入閣                |
| 経済企画庁長官                 | 49   | 寺澤芳男   |      | 参議院 日本新党 | 総合交通対策担当                  | 初入閣                |
| 科学技術庁長官                 | 51   | 近江巳記夫 |      | 衆議院 公明党   | 原子力委員会委員長                | 初入閣                |
| 環境庁長官                     | 29   | 浜四津敏子 |      | 参議院 公明党   | 地球環境問題担当                  | 初入閣                |
| 国土庁長官                     | 25   | 左藤恵     |      | 衆議院 新生党   | 研究・学園都市担当                | 再入閣                |

### 内閣官房副長官・内閣法制局長官
1994年（平成6年）4月28日任命。
| 職名           | 氏名     | 所属           | 備考           |
| -------------- | -------- | -------------- | -------------- |
| 内閣官房副長官 | 北村直人 | 衆議院／新生党 | 政務担当       |
| 内閣官房副長官 | 石原信雄 | 自治省         | 事務担当／留任 |
| 内閣法制局長官 | 大出峻郎 | 内閣法制局     | 留任           |

### 政務次官
1994年（平成6年）5月10日任命。
| 職名               | 氏名       | 所属                 | 備考 |
| ------------------ | ---------- | -------------------- | ---- |
| 法務政務次官       | 牧野聖修   | 衆議院／日本新党     |      |
| 外務政務次官       | 平田米男   | 衆議院／公明党       |      |
| 大蔵政務次官       | 石田祝稔   | 衆議院／公明党       |      |
| 大蔵政務次官       | 北橋健治   | 衆議院／民社党       |      |
| 文部政務次官       | 勝木健司   | 参議院／民社党       |      |
| 厚生政務次官       | 井奥貞雄   | 衆議院／新生党       |      |
| 農林水産政務次官   | 木幡弘道   | 衆議院／日本新党     |      |
| 農林水産政務次官   | 北澤俊美   | 参議院／新生党       |      |
| 通商産業政務次官   | 金子徳之介 | 衆議院／新生党       |      |
| 通商産業政務次官   | 木庭健太郎 | 参議院／公明党       |      |
| 運輸政務次官       | 星野行男   | 衆議院／新生党       |      |
| 郵政政務次官       | 永井英慈   | 衆議院／日本新党     |      |
| 労働政務次官       | 河上覃雄   | 衆議院／公明党       |      |
| 建設政務次官       | 塚田延充   | 衆議院／民社党       |      |
| 自治政務次官       | 倉田栄喜   | 衆議院／公明党       |      |
| 総務政務次官       | 石井紘基   | 衆議院／日本新党     |      |
| 北海道開発政務次官 | 佐藤静雄   | 衆議院／自由党       |      |
| 防衛政務次官       | 東順治     | 衆議院／公明党       |      |
| 経済企画政務次官   | 古賀一成   | 衆議院／新生党       | 再任 |
| 科学技術政務次官   | 萩野浩基   | 参議院／民主改革連合 |      |
| 環境政務次官       | 鴨下一郎   | 衆議院／日本新党     |      |
| 沖縄開発政務次官   | 星野朋市   | 参議院／新生党       |      |
| 国土政務次官       | 古川太三郎 | 参議院／民主改革連合 |      |

## 勢力早見表
※ 内閣発足当初（前内閣の事務引継は除く）。 
| 政党等       | 勢力 | 衆議院 | 参議院 | 国務大臣 | 政務次官 | その他         |
| ------------ | ---- | ------ | ------ | -------- | -------- | -------------- |
| 公明党       | 76   | 52     | 24     | 6        | 6        |                |
| 新生党       | 63   | 55     | 8      | 9        | 6        |                |
| 日本新党     | 42   | 38     | 4      | 1        | 5        |                |
| 民社党       | 28   | 19     | 9      | 3        | 3        |                |
| 新党さきがけ | 13   | 13     | 0      | 0        | 0        |                |
| 自由党       | 7    | 0      | 7      | 1        | 1        |                |
| 民主改革連合 | 11   | 0      | 11     | 0        | 2        |                |
| 新党みらい   | 5    | 5      | 0      | 0        | 0        |                |
| 改革の会     | 4    | 4      | 0      | 1        | 0        |                |
| 社会民主連合 | 4    | 4      | 0      | 0        | 0        |                |
| 無所属       | 9    | 8      | 1      | 0        | 0        |                |
| 民間         | -    | -      | -      | 1        | 0        |                |
|              | 262  | 198    | 64     | 22       | 23       | 国務大臣のべ24 |

### 首班指名投票
第129国会
1994年（平成6年）4月25日
- 衆議院[2]

羽田孜（新生党）-274票、河野洋平（自由民主党）-207票、不破哲三（日本共産党）-15票、無効 -6票
- 参議院[3]

羽田孜（新生党）-127票、河野洋平（自由民主党）-95票、不破哲三（日本共産党）-11票、村山富市1、白票 -13票

## 内閣の動き

### 発足時の混乱
1994年（平成6年）4月25日、細川内閣の退陣に伴い、自由民主党・日本共産党を除く与党7党1会派（日本社会党、新生党、公明党、日本新党、民社党、新党さきがけ、社会民主連合、民主改革連合）と、自民党を離党した議員により結成された3党（自由党、改革の会、新党みらい）が、新生党党首の羽田孜を国会で首班指名した。
新生党代表幹事の小沢一郎、公明党書記長の市川雄一、民社党書記長の米沢隆を中心とする「ワン・ワン・ライス」が主導する政権運営に反発する新党さきがけと、結成して間もなく、また「第3極」路線を打ち出していた新党みらいは閣外協力を表明した。
首班指名直後、社会党の影響力低下を目指して新生、日本新、民社、自由、改革の会の5党が統一して衆院会派「改新」の結成を発表。ところがこれには社会党が強く反発し、翌26日に連立政権からの離脱を表明。この結果羽田内閣は少数与党内閣として発足することになった。
この混乱から組閣には手間取り、28日になってまず午前8時55分に羽田が参内して首相の親任式に臨み、組閣が完了したのはその日の午後で、改めて皇居で閣僚の認証式を行なったのは午後6時15分からだった。このためこの9時間余の間は首相がすべての各省大臣の臨時代理と大臣庁等の委員長・長官の事務取扱を行なった（一人内閣）。
内閣官房長官の熊谷弘は「いずれにしても暫定的な内閣だと覚悟していた。どうやって連立を維持すれば次の段階にいけるかと。（連立与党内は）正直言ってばらばらになりかけていた。新生党内もそうだったんじゃないかな。僕は党レベルの動きには一歩遅れた。情報が無いわけじゃないんだが、次々と進行するから少しずつずれてね」と述べている。
外相には自民党を離党したばかりで自由党の柿沢弘治が抜擢された。
法相の永野茂門が就任直後、「南京大虐殺はでっち上げ」と発言したことが問題となり、就任11日目で辞任に追い込まれた（事実上の更迭）。

### 実績
新年度予算の成立、規制改革による物価抑制を訴え、公共料金の年内値上げ凍結を打ち出した。

### 退陣
細川内閣が迷走の末に政治資金疑惑の混乱により瓦解、そして羽田内閣発足に際しての一悶着、就任直後の外遊、帰国早々には永野法相の更迭など、騒動が続いた第129回通常国会は、そのあおりで5月になっても平成六年度予算の審議にまったく入ることができず、すでに年度明け4月1日に50日間で11兆0514億円という大型の平成六年度暫定予算をギリギリで可決し、これが失効する5月20日には期限を会期末の6月29日まで40日間延長して10兆8930億円を追加した平成六年度暫定補正予算を可決して何とか急場をしのいでいた。そのため羽田内閣の当面の課題は平成六年度予算案の会期内成立に絞られた。
その平成六年度予算案が参議院で可決され成立したのは6月23日のことだった。すると予期されていた通り、自民党はその日のうちに羽田内閣が少数与党内閣で民意を反映していないこと、またその二重権力構造が民主主義に背くことなどを理由に挙げて、羽田内閣不信任決議案を提出した。本会議は25日正午に開会されることが決まっていたので、そこに不信任決議案が上程され自民党と社会党の賛成多数で可決されることが必至となった。羽田は一時は解散も考えたというが、解散はさらなる政治空白を生むことになり、そもそもこの時衆議院の小選挙区制への移行は決定していたものの新しい選挙区区割り法はまだ成立しておらず、このまま解散をすれば従来の中選挙区制での総選挙となり、それでは過半数を取れる見込みなど到底なかったので、結局解散は断念し、本会議開会の直前に衆議院議長に対して内閣総辞職を通知した。羽田内閣は文字通りの予算管理内閣に終わった。